# Basava Premanand

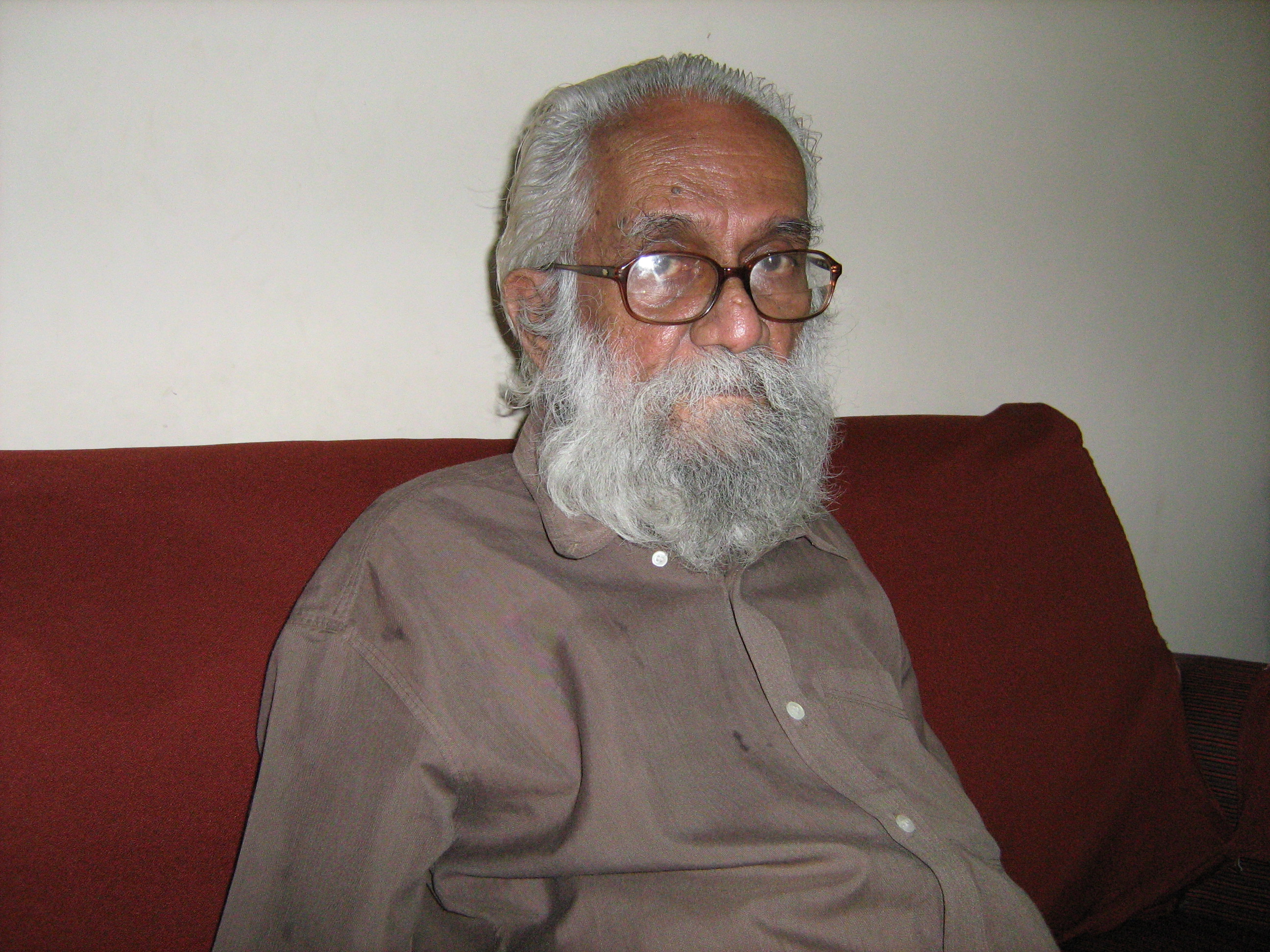
Basava Premanand

Basava Premanand (17 februari 1930 - 4 oktober 2009) was een eminent scepticus en rationalist uit Kerala, India.

## Geschiedenis
Premanand werd geboren op 17 februari 1930 in Kozhikode, Kerala. Zijn ouders waren volgelingen van de theosofische beweging.
In 1940 ging Premanand van school om deel te nemen aan de Quit India Beweging. Daarmee eindigde zijn traditionele scholing. De volgende zeven jaren bracht hij door in het pas opgestarte Sri-Steila Gurukula, waar het Shantiniketan-Wardha-onderwijs werd bijgebracht.
Rond 1975 begon Premanand openlijk de Indische godmens Sathya Sai Baba te bekritiseren, en begon hij zijn leven te wijden aan de ontmaskering van godmensen en paranormale verschijnselen. Premanand gebruikte zijn vaardigheden van amateurgoochelaar om een natuurlijke verklaring van de vermeende wonderen van goeroes en godmensen te geven. Guru Busters, de documentaire van de Britse filmmaker Robert Eagle, toont hoe Premanand veel zogenaamd bovennatuurlijke stunts zoals levitatie, vleespiercen en levend begraven onderuithaalt.
Vanaf 1976 wordt zijn beroemdste doelwit Sathya Sai Baba. Premanand werd in 1986 door de politie gearresteerd voor het opmarcheren, samen met 500 vrijwilligers, naar Puttaparthi, de stad waar de belangrijkste ashram van de goeroe is gevestigd. In hetzelfde jaar klaagde hij Sathya Sai Baba aan wegens overtreding van de Gold Control Act (een wet die het particuliere bezit van goudstaven en gouden munten verbood) vanwege diens materialisaties van gouden voorwerpen. De zaak werd afgewezen, maar Premanand ging in beroep op grond van het gegeven dat bovennatuurlijke gaven geen door de wet erkende verdediging zijn.
Hij nam actief deel aan Vigyan Yatra (Rally for Science) georganiseerd door Maharashtra Lok Vidnyan in 1982 om wetenschap en wetenschappelijk denken te populariseren, alsmede aan de Bharat Jan Vigyan Jatha in 1987 gehouden voor dezelfde zaak.
Hij stichtte later de Federation of Indian Rationalist Associations, die de dorpen van India afreisde om mensen te onderwijzen door goeroes en fakirs te ontmaskeren, die hij beschouwde als fraudeurs of mensen die aan zelfbedrog leden. Hij was ook lid van het Indisch CSICOP, een in Tamil Nadu gevestigde groep van sceptici. Dat is een filiaal van CSICOP. Hij was de eigenaar-uitgever-redacteur van het maandblad The Indian Skeptic, dat "artikelen over het wetenschappelijk onderzoek van schijnbaar paranormale gebeurtenissen publiceert, met een bijzondere nadruk op gevallen uit India".
In 1993 tijden een controverse rondom Sai Baba, geïnitieerd door een IKON documentaire genaamd Sathya Sai Baba - als in een spiegel en Piet Vroon's kritiek op Sai Baba in de Volkskrant kwam Premanand naar Nederland. Hij verscheen in het praatprogramma van Karel van de Graaf en verrichtte daar enkele trucs om aan te tonen dat Sai Baba's wonderen ook enkel goocheltrucs zijn.
Basava Premanand, door de BBC omschreven als India's voornaamste goeroebestrijder, werd "door de overheid vereerd met haar hoogste onderscheiding voor de bevordering van de wetenschappelijke normen en waarden bij het publiek."

## De Uitdaging van Basava Premanand
In 1963 loofde de Indiase hoogleraar en rationalist Abraham Kovoor een prijs van 100.000 roepie uit voor iedereen die bovennatuurlijke of wonderbaarlijke vermogens van eender welke aard kon aantonen onder fraudebestendige omstandigheden. Na de dood van Abraham Kovoor in 1978 zette Basava Premanand zijn uitdaging voort door 100.000 roepie uit te loven aan eenieder die zijn bovennatuurlijke gaven of paranormale vermogens, van welke aard dan ook, kon demonstreren onder omstandigheden waarin hij goed kon worden geobserveerd. Tot dusver heeft niemand de beloning kunnen opeisen.

## Premanands boeken en pamfletten

### In het Engels
1. Science versus Miracles
2. Lure of Miracles
3. Divine Octopus
4. The Storm of Godmen, God and Diamond Smuggling
5. Satya Sai Greed
6. Satya Sai Baba & Gold Control Act
7. Satya Sai Baba & Kerala Land Reforms Act
8. Investigate Balayogi
9. United Front - FIRA 2nd National Conference
10. Murders in Sai Baba's Bedroom
11. A. T. Kovoor Octogenary Souvenir

### In het Malayalam
1. Saibabayude Kalikal, vertaling van Johnson Eyeroor
2. Saidasikal Devadasikal
3. Pinthirippanmarude Masterplan